# 마가렛 비잘스도티르
마가렛 비잘스도티르(Margrét Vilhjálmsdóttir, 1966년 3월 10일 ~ )는 아이슬란드의 배우이다.
레이캬비크에서 태어났다.

## 영화
- 크룰티 (2016년)
- 시크릿 앤 라이즈 (2012년)
- 킹스 로드 (2010년)
- 마마 고고 (2010년)
- 백야의 결혼식 (2008년)
- 노 네트워크 (2007년)
- 사랑은 공중에 있다 (2004년)
- 매 (2002년)
- 갈매기의 웃음 (2001, Mávahlátur)